# Internationales Leipziger Festival für Dokumentar- und Animationsfilm

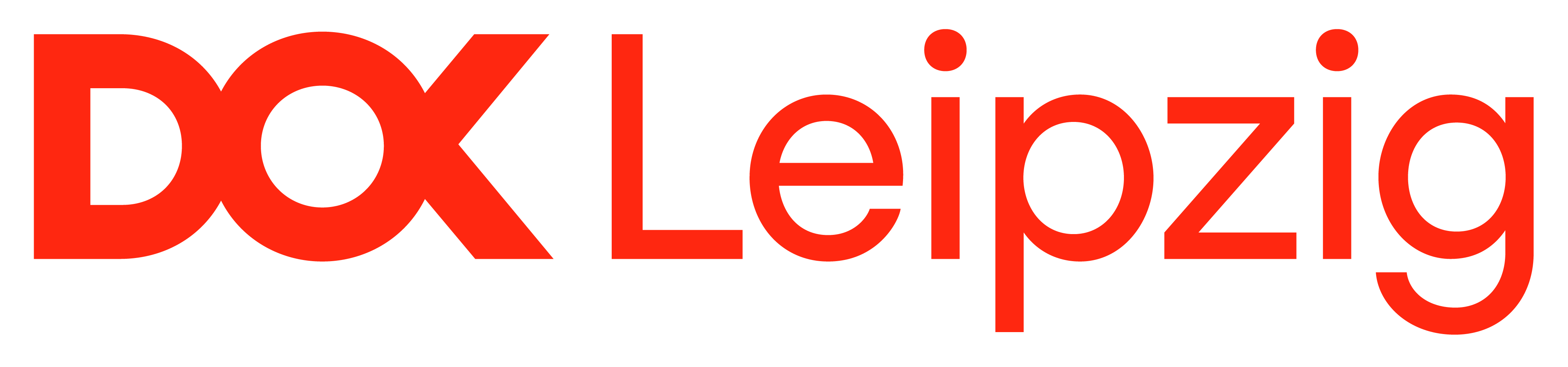
Logo des DOK Leipzig

Das Internationale Leipziger Festival für Dokumentar- und Animationsfilm, kurz DOK Leipzig, ist ein seit 1955 jährlich in Leipzig stattfindendes Zwei-Sparten-Filmfestival. In den Wettbewerbskategorien Internationaler Dokumentarfilm, Internationaler Animationsfilm, Deutscher Dokumentarfilm und Publikumswettbewerb werden als Hauptpreise die Goldenen und Silbernen Tauben verliehen. Zur 67. Ausgabe des Festivals 2024 wurden Preisgelder in Höhe von 70.000 Euro vergeben. Seit 2004 gibt es außerdem mit DOK Industry ein umfangreiches international ausgerichtetes Branchenangebot, das DOK Leipzig zur wichtigsten deutschen Plattform der Dokumentarfilmbranche macht. 2024 besuchten erstmals rund 55.000 Zuschauer das Festival.

## Geschichte

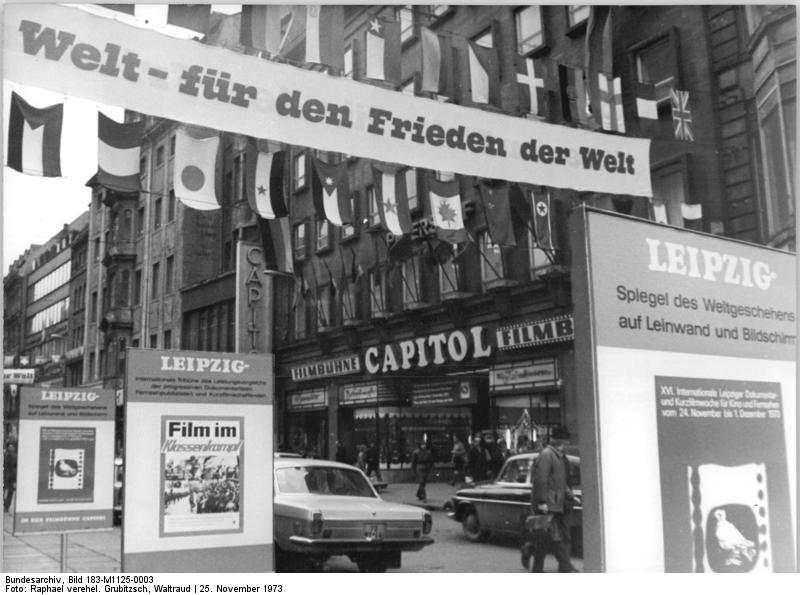
Am Kino „Capitol“ in der Petersstraße während der XVI. Internationalen Dokumentar- und Kurzfilmwoche (1973)

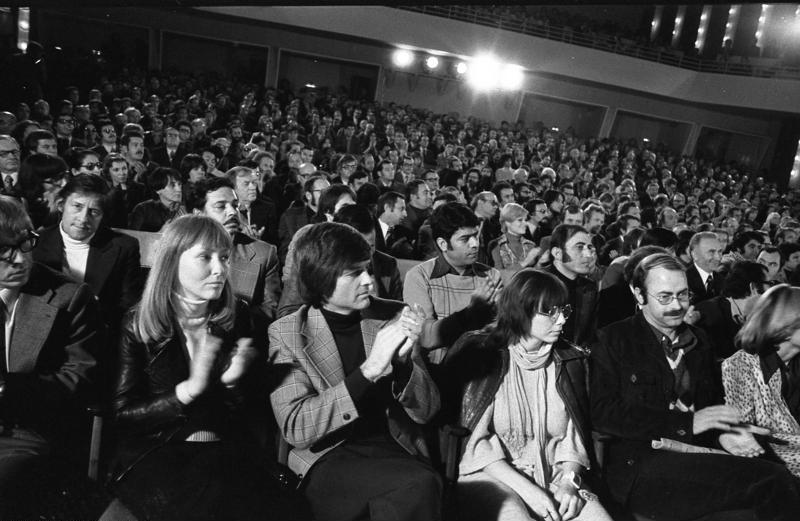
Publikum im Festivalkino „Capitol“ mit Dean Reed beim DOK Leipzig (1975)

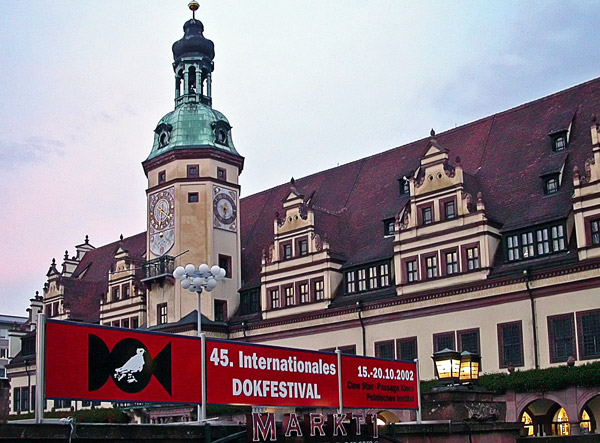
Werbetafeln für das Festival am Markt (2002)

Die Initiative zur 1. Gesamtdeutschen Leipziger Woche für Kultur- und Dokumentarfilm 1955 geht auf den Club der Filmschaffenden der DDR zurück. Direktor des ersten unabhängigen und gesamtdeutschen Festivals der DDR war Wolfgang Kernicke. Aufgrund von Konzeptionsstreitigkeiten in den Jahren 1957 bis 1959 fand die Filmwoche nicht statt. Mit der Wiederaufnahme und neuer Konzeption 1960 begann das Festival, sich in der Dokumentarfilmlandschaft zu etablieren. 1961 fand das erste internationale Festival statt und im Jahr darauf wurden die Goldene und Silberne Taube als Hauptpreise eingeführt. Die Tauben gingen auf einen Entwurf von Pablo Picasso zurück, den dieser ursprünglich für die Pariser Weltfriedenskongress 1947 angefertigt hatte. Der französische Autor Vladimir Pozner war auf Vorschlag des Ehrenpräsidiums von der Direktion des Festivals beauftragt worden, bei seinem Freund Picasso nachzufragen, ob seine Taube in die Medaillen, die für die großen Preise des Festivals verliehen werden, eingraviert werden dürfte. Als Symbol des Festivals war die Taube bis 2004 auch in dessen Logo präsent. 1964 wurde Wolfgang Harkenthal neuer Direktor. Die ersten ernsthaften politischen Konflikte gab es 1968 mit der Niederschlagung des Prager Frühlings. Zwar durften einige gesellschaftskritische Filme im Programm gezeigt werden, Filme zum Thema „Tschechoslowakei“ wurden allerdings von der Aufführung ausgeschlossen. Ab 1971 nahm die Einmischung der staatlichen Behörden der DDR in die Programmgestaltung deutlich zu.
1973, mit der Ratifizierung des Grundlagenvertrags zwischen der Bundesrepublik Deutschland und der DDR, gründete sich das Komitee der Internationalen Leipziger Woche für Dokumentar- und Kurzfilm. Erste Präsidentin war Annelie Thorndike, Vize blieb bis 1983 Karl-Eduard von Schnitzler. Festivaldirektor war von 1973 bis 1989 Ronald Trisch. Die politische Einflussnahme auf Festivalbeiträge nahm weiter zu, es wurden Schnitt- und Textänderungen erzwungen, die Qualität der Beiträge nahm ab, da zunehmend lange Filme und Fernsehreportagen statt künstlerisch hochwertiger Dokumentarkunst präsentiert wurden. Von der Auswahlkommission und der Presse wurde bis 1981 vor allem das „Selbstnominierungsprinzip“ kritisiert; aus den Unionsrepubliken der Sowjetunion trafen meist sehr kurzfristig Filmpakete ein, die teils gezeigt wurden, ohne sie zuvor gesehen zu haben.
Von 1983 an wurde der Findlingspreis der Vereinigung der Filmklubs der DDR vergeben. Nach 1990 wurde der Findling dann vom Verband für Filmkommunikation vergeben.
1987 wurden die ersten Filme zur Perestroika gezeigt, ARD und ZDF waren offizielle Teilnehmer des Festivals.
1988 wurden selbst sowjetische Filme durch das DDR-Kulturministerium zensiert, die Diskussionsrunden wurden abgeschafft. Mit der Wende 1989 trat das Komitee zurück. Das Festival bekam jedoch Unterstützung durch die Regelungen des Einigungsvertrags.
Unter Festivaldirektorin Christiane Mückenberger (1990–1993) ergaben sich einige Neuerungen: 1991 wurde als neuer Veranstalter die Dok-Filmwochen GmbH der Stadt Leipzig ebenso wie ein neues Motto eingeführt. Die Veranstaltungsreihe „DOK zwischendurch“ fand zum ersten Mal statt und in Zusammenarbeit mit der Filmschule Leipzig wurde erstmals der Preis der Jugendjury vergeben. 1993 übernahm Otto Alder die Programmsektion „Animationsfilm“.
1994 löste der Publizist und Filmemacher Fred Gehler Christiane Mückenberger ab. Er blieb bis 2003 Direktor des Festivals. Ein Jahr nach seinem Antritt wurde erstmals ein eigenständiger Wettbewerb für den Animationsfilm durchgeführt. Unter einem neuen Motto („Dialog mit dem Mythos“) wurde 1997 erstmals die Goldene Taube für ein Lebenswerk vergeben: an den argentinischen Regisseur Fernando Birri und an Santiago Álvarez aus Kuba. Die erste „nacht des jungen films“, ein Event mit Filmen, Musik, Literatur und Partys, fand 1998 statt. 2000 veranstaltete der Verein „Fernsehen macht schön e. V.“ innerhalb dieser Veranstaltung zum ersten Mal das „Shocking Local Short Night Shuffle“, einen lokalen Kurzfilmwettbewerb.
Claas Danielsen, Filmemacher und Studienleiter, wurde 2004 neuer Direktor. Er führte das Fortbildungsprogramm für Nachwuchs-Dokumentarfilmer, Discovery Campus e. V. und unter anderem den Wettbewerb für den deutschen Dokumentarfilm ein. Außerdem etablierte er den Branchentreffpunkt DOK Industry und das Motto „the heART of documentary“. Die Preisgelder steigen auf insgesamt 47.500 Euro mit der Vergabe des „Förder-Preis der Medienstiftung der Sparkasse Leipzig“. 2005 bekam das Festival den neuen Kurztitel DOK Leipzig. Im Jahr darauf gab es erstmals den „DOK Markt Digital“. Die Jubiläumsausgabe 2007 brachte einen neuen Zuschauerrekord: Knapp 31.000 Menschen besuchten das Festival. Von 2015 bis 2019 war die finnische Journalistin Leena Pasanen Festivaldirektorin. Unter ihrer Leitung wurde die Trennung von Dokumentar- und Animationsfilm in den Wettbewerben aufgehoben. Sie etablierte kostenlose Filmvorführungen im Leipziger Hauptbahnhof, setzte sich für Angebote für Hör- und Sehbeeinträchtigte ein und führte eine Frauenquote für den deutschen Wettbewerb ein. Ebenfalls 2015 wurde Brigid O’Shea zur Leiterin von DOK Industry ernannt. Sie baute das Branchenprogramm international weiter aus und festigte dessen Stellung als Deutschlands führende Branchenplattform für den Dokumentarfilm. Zahlreiche Formate entwickelte sie für das Festival, z. B. die Rohschnitt-Präsentationen DOK Preview oder den Kurzfilm-Pitch DOK Short n‘ Sweet.
Zum 1. Januar 2020 übernahm Christoph Terhechte als Nachfolger von Leena Pasanen die Intendanz und künstlerische Leitung des Filmfestivals. Der Journalist und Filmkritiker leitete von 2001 bis 2018 das Internationale Forum des Jungen Films der Berlinale und anschließend bis 2020 das Internationale Filmfestival Marrakesch. Als Festivalleiter von DOK Leipzig straffte er das Filmprogramm, um eine klarere Programmstruktur zu schaffen. Außerdem stärkte der die Rolle langer Animationsfilme beim Festival sowie die Vernetzung der Dokumentar- und Animationsfilmbranchen. 2020 führte er erstmals eine Goldene Taube für lange Animationsfilme ein und etablierte in dem Zuge eine neue Wettbewerbsstruktur.
Aus der hybriden Festivaledition im Pandemiejahr 2020 entstand das Online-Filmangebot „DOK Stream“, in dem während der Festivalwoche aktuelle Filme deutschlandweit online zu sehen sind. Dennoch setzt das Festival unter Terhechte einen klaren Schwerpunkt auf das Kino und Veranstaltungen vor Ort.
Seit 2021 wird die Branchenplattform DOK Industry von Nadja Tennstedt verantwortet. Seitdem hat das Festival den Fokus auf die Teilhabe von Kreativen aus unterrepräsentierten Gruppen und das Infragestellen von in der Dokumentarfilmbranche existierenden Machtstrukturen verstärkt. Als neues Format führte DOK Industry 2022 den DOK Archive Market ein und baute das Angebot des DOK Industry Podcasts aus.

### Historische Festivalkinos
- Filmtheater Capitol im Petershof
- Filmkunsttheater Casino im Dresdner Hof
- Passage-Kino in der Hainstraße

### Namen des Festivals
- 1955: Gesamtdeutsche Leipziger Woche für Kultur- und Dokumentarfilm
- 1956: Leipziger Kultur- und Dokumentarfilmwoche
- 1957–1959 fand das Festival mit unterschiedlichen Begründungen nicht statt
- 1960: Leipziger Kurz- und Dokumentarfilmwoche
- 1961–1967: Internationale Leipziger Dokumentar- und Kurzfilmwoche
- 1968–1989: Internationale Leipziger Dokumentar- und Kurzfilmwoche für Kino und Fernsehen
- 1990: Internationale Leipziger Filmwoche für Dokumentar- und Animationsfilm
- seit 1991: Internationales Leipziger Festival für Dokumentar- und Animationsfilm

### Ehemalige Mottos des Festivals
- 1960: „Der Film im Dienst des technischen, wissenschaftlichen und kulturellen Fortschritts – Für Frieden und Wohlstand der Völker“
- 1961–1990: „Filme der Welt – Für den Frieden der Welt“
- 1991–2003: „Filme der Welt – Für die Würde des Menschen“
- 2004–2014: „the heART of documentary“

## DOK Leipzig

### Wettbewerb
Die Hauptpreise sind seit 1962 die Goldene und Silberne Tauben, die aus Meissener Porzellan eigens für das Festival hergestellt werden. Die Goldenen Tauben werden verliehen von der Internationalen Jury für Dokumentarfilm, der Internationalen Jury für Animationsfilm, Deutschen Jury für Dokumentarfilm und der Publikumsjury, die sich aus Vertreter*innen des Leipziger Publikum zusammensetzt. Die beiden Silbernen Tauben im Internationalen Wettbewerb Dokumentarfilm gehen an Nachwuchsfilmschaffende.
Internationaler Wettbewerb Dokumentarfilm
- Goldene Taube (über 40 min) dotiert mit 10.000 Euro gestiftet vom MDR
- Goldene Taube (bis 40 min) dotiert mit 3.000 Euro
- Silberne Taube (über 40 min/Nachwuchspreis) dotiert mit 6.000 Euro gestiftet von 3sat
- Silberne Taube (bis 40 min/Nachwuchspreis) dotiert mit 1.500 Euro gestiftet von der SLM

Internationaler Wettbewerb Animationsfilm
- Goldene Taube (über 40 min) dotiert mit 3.000 Euro
- Goldene Taube (bis zu 40 min) dotiert mit 1.500 Euro, gestiftet vom Deutsches Institut für Animationsfilm e. V.

Deutscher Wettbewerb Dokumentarfilm
- Goldene Taube (über 40 min) dotiert mit 3.000 Euro
- Goldene Taube (bis zu 40 min) dotiert mit 1.500 Euro

Publikumswettbewerb
- Goldene Taube (über 40 min) dotiert mit 3.000 Euro

Weitere Preise:
- Förderpreis der DEFA-Stiftung in Höhe von 4.000 Euro
- Preis der FIPRESCI (Fédération Internationale de la Presse Cinématographique)
- Young Eyes Film Award Preis der Jugendjury in Kooperation mit dem Landesfilmdienst Sachsen e. V. und der Europäischen Stiftung der Rahn Dittrich Group für Bildung und Kultur in Höhe von 2.000 Euro
- MDR-Film-Preis (für einen herausragenden osteuropäischen Dokumentarfilm) dotiert mit 3.000 Euro
- Preis der Dienstleistungsgesellschaft ver.di dotiert mit 2.000 Euro
- Preis der Interreligiösen Jury dotiert mit 2.000 Euro
- Mephisto 97.6 Preis für den besten kurzen Animationsfilm
- Filmpreis Leipziger Ring für einen hervorragenden Dokumentarfilm über Menschenrechte, Demokratie oder bürgerschaftliches Engagement, gestiftet von der Stiftung Friedliche Revolution in Höhe von 2.500 Euro
- Gedanken-Aufschluss- vergeben von einer Jury aus Strafgefangenen der Jugendstrafvollzugsanstalt Regis-Breitingen
- film.land.sachsen-Preis für Filmkultur im ländlichen Raum (In Kooperation mit dem Filmverband Sachsen e. V.)
- Siegfried-Kracauer-Preis für Beste Filmkritik in Höhe von 5.000 Euro, vergeben von einer unabhängigen Fachjury[10]
- Siegfried-Kracauer-Preis für Beste Innovative Form der Filmkritik in Höhe von 5.000 Euro[10]

### Retrospektive
Die Zusammenstellung der Retrospektiven erfolgte von 1960 bis 1989 in Zusammenarbeit mit dem Staatlichen Filmarchiv der DDR. Seit 1990 arbeitet das Festival für die Retrospektiven eng mit dem  Bundesarchiv Filmarchiv Berlin zusammen.
- 1960 Dsiga Wertow
- 1961 Filme der Welt – Für den Frieden der Welt
- 1962 Alberto Cavalcanti
- 1963 Joris Ivens
- 1964 Robert Flaherty
- 1965 Filme contra Faschismus
- 1966 Französischer Dokumentarfilm
- 1967 50 Jahre sowjetischer Dokumentarfilm
- 1968 Dokumentarfilm in Polen
- 1969 Dokumentarfilm und Fernsehpublizistik in der DDR
- 1970 Dokumentarfilm – im Zeitalter Lenins (75 Jahre Kinematografie)
- 1971 Roman Karmen
- 1972 Film im Freiheitskampf der Völker – Lateinamerika
- 1973 Film im Klassenkampf – Traditionen der proletarischen Filmbewegung in Deutschland vor 1933
- 1974 Kubanischer Dokumentarfilm
- 1975 Preisträger von Leipzig 1956–1974
- 1976 Dokumentarfilm in Japan – seine demokratischen und kämpferischen Traditionen
- 1977 Sowjetischer Dokumentarfilm
- 1978 Anima 78 – Animationsfilm sozialistischer Länder
- 1979 Versuche – Studentenfilme der Hochschule für Film und Fernsehen der DDR
- 1980 Tschechischer Dokumentarfilm
- 1981 American Social Documentary – USA-Dokumentarfilme 1930–1945
- 1982 Wegbereiter
- 1983 Filme im Freiheitskampf der Völker – Chile
- 1984 Reality and Film – proletarischer und bürgerlich-progressiver Dokumentarfilm der dreißiger Jahre in Großbritannien
- 1985 Anima für den Frieden
- 1986 Der spanische Bürgerkrieg
- 1987 Dokumentarfilm der mittelasiatischen Sowjetrepubliken
- 1988 Dokumentarfilm in Indien
- 1989 Klaus Wildenhahn
- 1990 Karl Gass
- 1991 Dokumentarfilm in Dänemark
- 1992 Auf nach Amerika, Gordian Troeller
- 1993 Stadtansichten – Leipzig im Film
- 1994 Preis-Nachlaß – Dokumentarfilm und Deutscher Filmpreis
- 1995 Neu gesehen – wiederentdeckt: Dokumentarische Beispiele aus 100 Jahren deutscher Film
- 1996 Die Wirklichkeit hinter den Bildern – Filme von Erwin Leiser; Iranischer Dokumentarfilm
- 1997 Retrospektive der wichtigsten Preisträgerfilme aus den vergangenen Jahren
- 1998 Alles Trick – Deutsche Animationsfilme bis 1945
- 1999 KinderFilme – Versuche einer Grenzziehung
- 2000 Wenn die Begegnung das Ereignis ist – Jürgen Böttcher
- 2001 Gedächtnis in Bildern – 40 Retrospektiven des Filmarchivs zum Dokumentarfilm
- 2002 Frauen Film Frauen
- 2003 Blick/Gegenblick – Die Geschichte des sowjetisch-russischen Dokumentarfilms: Peter Schamoni
- 2004 Volker Koepp: Menschen und Landschaften – Filme von Wittstock bis Czernowitz
- 2005 Rote Filme sieht man besser – Der politische Dokumentarfilm des ausgehenden 20. Jahrhunderts
- 2006 lichtspiele – Klassische Avantgarde und Experimentalfilme in Deutschland
- 2007 Spurensuche – FilmPositionen aus fünf Jahrzehnten
- 2008 fremde heimat – Migration von und nach Deutschland
- 2009 Joris Ivens
- 2010 Regie und Regiment – Deutschland und das Militär in dokumentarischen Filmen von 1914 bis 1989
- 2011 Bestandsaufnahme ’61 – die Welt, als sie sich teilte
- 2012 Utopien und Realitäten – die rote Traumfabrik
- 2013 STURM! Durch das kurze 20. Jahrhundert in acht Massenbewegungen
- 2014 VolksEigener Blick – die Kamera im DEFA-Dokumentarfilm
- 2015 Grenzen ziehen … Europa seit 1990
- 2016 Sieben Sünden und andere Bekenntnisse im polnischen Dokumentarfilm
- 2017 Kommandanten – Vorsitzende – Generalsekretäre. Kommunistische Herrschaft in den Bildsprachen des Films
- 2018 68 – Eine offene Partitur
- 2019 BRDDR – Wechselblicke auf 40 Jahre deutsche Doppelstaatlichkeit
- 2021 Die Juden der Anderen. Geteiltes Deutschland, verteilte Schuld, zerteilte Bilder
- 2022 Die Dokumentaristinnen der DDR
- 2023 Film und Protest – Volksaufstände im Kalten Krieg
- 2024 Dritte Wege in der zweigeteilten Welt – Utopien und Unterwanderungen